# Carlewitz
Carlewitz ist ein Ortsteil der Stadt Marlow im Landkreis Vorpommern-Rügen im Land Mecklenburg-Vorpommern.

## Geographische Lage
Der Ortsteil liegt nördlich des Stadtzentrums. Im Norden grenzt der Ortsteil Plummendorf der Gemeinde Ahrenshagen-Daskow an. Es folgen im Uhrzeigersinn die weiteren Ortsteile Daskow und Pantlitz sowie die Marlower Ortsteile Tressentin und Bookhorst sowie im Nordosten der Ortsteil Freudenberg der Stadt Ribnitz-Damgarten. Zwischen Carlewitz und Pantlitz liegt das Naturschutzgebiet Torfstichgelände bei Carlewitz, dessen östliche Grenze durch die in Süd-Nord-Richtung fließende Recknitz begrenzt wird.

## Geschichte und Etymologie
Carlewitz wurde 1556 erstmals als Kartelwisse erwähnt. Die Stadt Marlow gibt auf einer Informationstafel im Ort an, dass sich der Name aus dem altslawischen Krat für Maulwurf oder dem westslawischen Familiennamen Karat herleiten könnte. Archäologische Untersuchungen ergaben, dass es bereits zuvor eine slawische Siedlung gegeben haben muss. Diese wurde 1653 als Carlevitz bezeichnet. 1786 gelangte der Ort in den Besitz des Klosters Ribnitz und blieb dort bis mindestens 1911. Anschließend übernahm der Inspektor des Rittergutes Eicksen, ein Herr Petersdorf, den Ort. Aus dieser Zeit stammt ein Gutshaus. 1918 erhielt der Ort den Anschluss an das elektrische Stromnetz. Aus dem Jahr 1930 sind 72 Einwohner überliefert. Die Kinder gingen in dieser Zeit im benachbarten Tressentin im dortigen Gutshaus zur Schule. Nachdem dieses Gutshaus 1933 im Zuge einer Zwangsversteigerung neue Eigentümer gefunden hatte, entstand an der Grenze zwischen Carlewitz und Freudenberg ein neues Schulgebäude.
Carlewitz war über viele Jahrhundert durch die Landwirtschaft geprägt. In der Zeit der DDR schlossen sich die Bauern der LPG Jahkendorf an. Sie wurde nach der Wende in eine Agrargenossenschaft umgewandelt.

## Kultur und Sehenswürdigkeiten
- Recknitztal und Naturschutzgebiet Torfstichgelände bei Carlewitz

## Wirtschaft und Infrastruktur

### Wirtschaft
Neben der Landwirtschaft existieren einige wenige Handwerksbetriebe.

### Verkehr
Die Landstraße 181 führt als zentrale Verbindungsachse in Nord-Süd-Richtung durch den Ort. Von ihr führt die Birkenstraße nach Osten in Richtung Naturschutzgebiet. Der Großteil der Wohnbebauung befindet sich entlang dieser Straße. Über die Linie 204 besteht eine Busverbindung nach Ribnitz-Damgarten und Bad Sülze.

## Persönlichkeiten
Söhne und Töchter des Ortes
- Friedrich Eugen von Hobe (1760–1809), Hofmarschall
- Marianne Enzensberger (* 1947), Sängerin